# 佐々木酉二
佐々木 酉二（ささき ゆうじ、1909年（明治42年）2月6日 - 1997年（平成9年）8月14日）は、日本の化学者。専門は、酵母菌などの細菌研究や微生物研究。学位は、農学博士（北海道帝國大學）。北海道大学名誉教授。北海道生まれ。

## 来歴
- 1925年（大正14年）北海道庁立札幌第一中学校卒
- 1928年（昭和3年）北海道帝國大學予科修了
- 1931年（昭和6年）北海道帝國大學農学部卒
- 1931年（昭和6年）同農学部助手
- その後、北海道製酪販売組合連合会に勤務
- 1931年（昭和6年）北海道帝國大學農学部助教授
- 1942年（昭和17年）発酵精製技術指導のため満州国に赴任（～1943年（昭和18年））
- 1945年（昭和20年）農学博士の学位を取得し、北海道帝國大學農学部教授
- 1963年（昭和38年）北海道大学大学院農学研究科教授
- 1972年（昭和47年）北海道大学停年退官。同名誉教授。札幌静修短期大学教授
- 1974年（昭和49年）同教養学科初代科長
- 1975年（昭和50年）同学長代理
- 1976年（昭和51年）札幌静修短期大学学長に就任。学校法人が分離される
- 1980年（昭和55年）静修短期大学退職
- 1997年（平成9年）消化管出血のため死去[1]。

### 公職
北海道庁乳規格調査会委員、文部省科学研究費等審議会委員、文部省学術奨励審議会委員、内閣資源調査専門委員などを歴任。

### 兼職
北海道大学教育学部、同医学部、同水産学部、帯広畜産大学、北海道教育大学、北海道栄養短期大学、天使女子短期大学、北星学園女子短期大学、北海道工業大学などの非常勤講師を務めた。

## 受賞歴
- 北海道新聞文化賞（1952年）

## 著作

### 著書
- 札幌中央放送局編 編「明るい黴」『季節の科学』北方書院、1948年8月、16-21頁。
- 『わが心の微生物』東京パストゥール会、1993年9月。

### 論文
- 国立情報学研究所収録論文 国立情報学研究所.2010-05-12閲覧。

#### 博士論文
- 「牛酪の黴に関する研究」、北海道帝国大学、NAID 500000493911。